# Dva výtečníci
Dva výtečníci nebo také Dva poldové (v originále I due superpiedi quasi piatti) jsou italský komediální film z roku 1977 v hlavní roli s Budem Spencerem a Terencem Hillem.

## Děj filmu
Wilbur Walsh (Bud Spencer) a Matt Kirby (Terence Hill) se náhodou střetnou v přístavu v Miami, když se zde oba neúšpěšně snažili najít nějakou práci. Oba nezávisle na sobě se dostanou do kontaktu s místním gangsterským syndikátem.
Později se oba dohodnou, že za několik dní vyloupí zdejší supermarket. Během domlouvání plánu se však do stejného občerstvení dorazí dva policisté, kteří jim doporučí práci u policie. V den loupeže potkávají u supermarketu stejné dva policisty. Aby se jich zbavili, Matt zavolá na policii a nahlásí falešné podezření z loupeže klenotnictví, čímž jsou oba policisté povoláni k výjezdu. Jejich odjezdu oba využití a vniknou do budovy, následně pak vtrhnou do jedné z kanceláří netušíc, že ta je kanceláří policie. Policisty jsou mylně pokládáni za nováčky, kteří se chtějí k policii přihlásit. Přes jejich nevůli jsou odvedeni k policejnímu veliteli McBrideovi (David Huddleston) a jsou přijati.
Během následujících dní jsou podrobeni policejnímu výcviku a jsou zařazeni do řešení případu vraždy mladého Číňana v přístavu. Matt si uvědomí, že ho potkal krátce předtím, než se seznámil s Wilburem, v přístavu, když nesl nějakou krabici. Okolnosti oba dovedou k jeho rodině, která ho postrádá nevědíc, že zemřel. Oba začnou na vlastní pěst vyšetřovat spojitost mezi Číňanem, krabicí, přístavem a jeho smrtí. Mezitím se však několikrát stanou cílem gangsterského syndikátu, který se je pokusí několikrát neúspěšně zneškodnit. Nakonec zjistí, že syndikát pašuje drogy a Číňan jim nevědomě ukradl jednu z dodávek drog.
Film končí tím, že oba policisté předají rodině Číňana peníze, poví jim falešný příběh o tom, že zemřel po pádu z paluby lodi v Hongkongu a odjezdem obou pryč.

## Obsazení
| Bud Spencer          | Wilbur Walsh                    |
| Terence Hill         | Matt Kirby                      |
| David Huddleston     | policejní velitel, kpt. McBride |
| Laura Gemser         | Suzy Lee                        |
| April Clough         | Angie Crawford                  |
| Jill Flanter         | Galina Kočilova                 |
| Ezio Marano          | vyděrač                         |
| Luciano Catenacci    | Fred Cline                      |
| Riccardo Pizzuti     | Fredův pobočník                 |
| Luciano Rossi        | Geronimo                        |
| Ottaviano Dell'Acqua | Geronimův pobočník              |
| Fred Yuen            | strýc Suzy Lee, mrtvý Číňan     |
| Edy Biagetti         | viceguvernér                    |